# فود اورنج ۷
فود اورنج ۷ (به انگلیسی: Food orange 7) با فرمول شیمیایی C32H44O2 یک ترکیب شیمیایی با شناسه پاب‌کم 679 است. که جرم مولی آن ۴۶۰٫۶۹ گرم بر مول می‌باشد. 